# NGC 2235
NGC 2235 (другие обозначения — ESO 87-13, AM 0621-645, DRCG 50-52, PGC 18906) — эллиптическая галактика (E2) в созвездии Золотой Рыбы. Открыта Джоном Гершелем в 1834 году. В спектре галактики наблюдаются эмиссионные линии, вероятно, вызванные активностью ядра типа LINER. Также наблюдается уменьшение возраста звёздного населения при удалении от центра при практически постоянной металличности.
Этот объект входит в число перечисленных в оригинальной редакции «Нового общего каталога».